# سيث بويدن
سيث بويدن (بالإنجليزية: Seth Boyden)‏ هو مخترع أمريكي، ولد في 17 نوفمبر 1788، وتوفي في 31 مارس 1870.

## وصلات خارجية
- سيث بويدن على موقع الموسوعة البريطانية (الإنجليزية)